# Star Wars: Knights of the Old Republic
A Star Wars: Knights of the Old Republic (KotOR) egy szerepjáték (RPG), amelyet a BioWare fejlesztett és a LucasArts adott ki először Xbox konzolra, majd később a Microsoft Windows változat is megjelent, 2004 szeptemberében pedig Mac OS X rendszereken is elérhetővé vált. Ez az első RPG, amely a Csillagok háborújának világában játszódik.
A második rész, a Star Wars: Knights of the Old Republic II: The Sith Lords 2005-ben jelent meg, fejlesztésével pedig az Obsidian Entertainment lett megbízva, mivel a BioWare egy teljesen új játék készítésével foglalkozott.

## Játékmenet
A játék alapja a Wizards of the Coast cég Star Wars Roleplaying Game című játékán alapszik, amelyet d20 System alapokon fejlesztettek, sokat merítve Dungeons & Dragons harmadik kiadásából. A sokféle beállítható tulajdonság mellett a játék alapja a körökre való felosztottság.
A játékos választhat, hogy a jó (világos) vagy a rossz (sötét) oldalon áll-e, mely kihat a történetre, melyben több szinten szólhat bele.

## Történet
A játék a Régi Köztársaság idején játszódik, 4000 évvel a Csillagok háborúja IV: Egy új remény cselekménye előtt. A galaxisban ekkor még viszonylag tartós béke honolt, ami főleg a rengeteg jedi-lovagnak volt köszönhető. Egyszer azonban egy büszke és harcos nép támadta meg a Köztársaságot. A mandalore-iak már-már a belső világokat veszélyeztették, azonban a tehetséges jedi, Revan és társa, Malak vezetésével sikerült visszaverni és megsemmisíteni az ellenséget. A háború után azonban a két hős érdekes romokra bukkant a Dantuinon, ami egy hosszú és viszontagságos útra ösztönözte őket. Sokáig senki nem tudott semmit róluk, az idő teltével azonban teljesen megváltozva, sith nagyurakként tértek vissza, mögöttük a Köztársasági Flotta maradékával, valamint rengeteg idegen eredetű űrhajóval. Revanék megtámadták a Köztársaságot, és nem sok esély látszott arra, hogy az állam kibír-e egy polgárháborút a mandalore-i harcok után. Azonban egy fiatal jedi-lovag, Bastila-vezetésével egy jedikből álló kommandó feljutott Revan hajójára, hogy merényletet hajtson végre ellene. Mikor Malak ezt megtudta, jó sith szokásként azonnal elárulta szövetségesét, és tüzet nyitott Revan hajójára, hogy átvegye az uralmat. Ezen a ponton indul a játék cselekménye.
Hősünk az Endar Spire nevű köztársasági hajón egy robbanásra ébred, majd társa, egy Trask Ulgo nevű köztársasági katona elmeséli, hogy a hajót Taris bolygótól nem messze megtámadta a sithek flottája, hogy elrabolják Bastila Shant, a Jedi-lovagot. Miután ez megtörténik, az általunk irányított szereplőnek menekülnie kell a hajóról, végül egy szintén köztársasági szolgálóval, Carth Onasival, aki elmeséli, hogy Tarison vannak, már biztonságban, ám meg kell keresniük Bastilát, akiről annyit tudnak, hogy valahol az Alsóvárosban lehet most és az egyik banda elrabolta. Dolgukat megnehezíti, hogy Tarist a Sithek nem is oly rég elfoglalták és minden erővel keresik ők is a Jedi-lovagot. Miután kiszabadították Bastilát egy versenyen, a nőszeméllyel menekülniük kell a Jedik Tanácsához, a Dantooine-ra, mialatt a Taris bolygót felperzselik a Sithek, hogy Bastilát holtnak vehessék. Miután hősünket kiképezték Jedi lovaggá, ki kell derítenie, hogy Darth Malak mire készül. Ezért kell megtalálni a Csillagkohóhoz vezető csillagtérképeket, amiket négy különböző bolygóra rejtettek el. A történet során egyre több csapattagra tehetnek szert.
A dantuini kiképzést követően a csapat egy ősi szentélyre bukkan, az egyik völgyben, ahol rátalálnak az első csillagtérképre, amely a Csillagkohóhoz vezet. A Maanan óceánvilágának tengerszintjét, a Kashyyyk árnyföldjét, a perzselő, sivatagos Tatuin egy barlangját és a korribani sith akadémiát követve összeáll a teljes térkép, és nekiállhatnak megakadályozni Darth Malak hatalmának kiteljesedését.

## Szereplők

### Főszereplők
Bastila Shan: hősünk útitársa a játék során, fiatal padawan, akit egyedi harci és meditációs képességei miatt üldöz Darth Malak. Bastilával akár románcot is felépíthet a játékos, de csak akkor, ha férfi karakterrel játszik.
Darth Malak: A Sith Sötét Nagyura, legyőzhetetlennek tűnő flottájával a Köztársaság ellen vonul, a rejtélyes módon elbukott Darth Revan tanítványa. Darth Malak régen a legtehetségesebb Jedi Lovagok közé tartozott, de jelleme annyira eltorzult, hogy a mai személyisége egyáltalán nem hasonlít a régi Malakra.
Carth Onasi: a Köztársaság mindhalálig hű katonája, tehetséges pilóta. A karakter legjobb barátja lehet, ha a játékos sokat beszélget vele, de csak ha férfi karakterrel van. Ha női karaktert választunk, románcot építhetünk fel belőle.

#### A főhős társai
Mission Vao: az utcán nevelkedett, tipikus tizenéves twi'lek lány, általában be nem áll a szája.
Zaalbar: egy vuki törzsfő száműzött fia, Mission legjobb barátja. Remek kardforgató, és rendkívül erős.
HK-47: Orgyilkos droid, túl nagy önbizalommal. Hasznos társ, ha fordítani kell, és humoros megjegyzéseket képes tenni. Nem hiába lett a kedvenc karakter a Lucasforums szavazásán [forrás?].
Jolee Bindo: idős jedi, aki hosszú magányossága alatt nagy bölcsességre, de kissé savanyú modorra tett szert. Jolee Exar Kun ellen harcolt a Nagy Sith Háborúban.
Canderous Ordo: Vérszomjas és kőkemény mandalore-i harcos, akitől retteg, aki ismeri, mindhalálig hű marad a játékoshoz.
T3-M4: kódfejtő droid, amúgy a játékon belül szinte alig használható.
Juhani: fiatal cathari jedi, erős akcentussal és csodás harci képességekkel. A játék egy pontján választhatunk, hogy megöljük-e Juhanit vagy életben hagyjuk.

#### Főbb ellenségek
Saul Karath: A sith flotta admirálisa, korábban a Köztársaság tisztje. Carth volt mentora, aki elárulta a régi barátait, és Malak oldalán szállt harcba a Köztársaság ellen.
Darth Bandon: Darth Malak tanítványa, tehetséges erőhasználó.
Calo Nord: A galaxis leghírhedtebb fejvadásza, "háromig tud számolni".

### Mellékszereplők
Gadon Thek: A Lower City-beli Rejtett Bekek vezetője, egy baleset során megvakult. Miután Revanék visszaszerezték a Fekete Vulkároktól a swoop-alkatrészt, Gadon pénzt tett fel Revanra, a versenyre.
Brejik: Gadon Thek örökbefogadott fia, aki a mostohaapja ellen fordult és átvette a Fekete Vulkárok irányítását. Hatalommániás és korrupt.
Xor: Cathar-rabszolgatartó, Juhani életét tette tönkre ezzel, ám ezért meg is fizetett.
Dustil Onasi: Carth Onasi fia, aki a Sith Akadémiára jelentkezett, de Revanéknak sikerült megtérítenie.
Griff Vao: Mission fivére, csapodár életmódja (ivászat, pénzköltés) miatt a lány nem hajlandó eleinte sokat róla beszélni. Mellesleg Griff összejött egy szintén twi'lekkel, Lénával, egy pénzéhes nőszeméllyel, aki hamar elhagyta. Revanék küldetése az volt, hogy Griffet kiszabadítsák a Tatooine-i buckalakók fogságából, mikor azon a bolygón keresték a csillagtérképet.
Helena Shan: Bastila beteg édesanyja, akivel először a Tatooine-on találkoztak, egy kocsmában. A nő arra kérte Revanékat, hogy szerezzék meg a halott férje holokronját, de közös megegyezéssel a holokron Bastilánál maradt és Helena elköltözött a Coruscantra, hogy orvost szerezzen magának.
Sunry: Köztársasági veterán, Jolee barátja, aki a Manaanon élt fiatal feleségével. Gyilkossággal vádoltak, ám Revan egy előkerült bizonyíték során kiszabadította a férfit.
Yuka Laka: Korrupt ithori ócskás, akitől meg kellett szerezni a küldetés folytatásához HK-47-t, a Tatooine-ról.
Jagi: Canderous alárendeltje a Mandalóri háborúkból. Althir bevetésénél Canderousék hajója súlyosan megsérült, ezért a mandalóri veterán a menekülést választotta, ám Jagit és csapatát a sorsára hagyta. Jagi ugyan megmenekült, de azt hitte, hogy Canderous ok nélkül akarta a halálba küldeni. Évekkel később, amikor Revanék a Star Map után kutattak, összetalálkozott a parancsnokával, majd kihívta egy párbajra a Tatooine-ra. Revannak sikerült lebeszélnie Canderoust a gyilkolásról a Tatooine-on, de Jagi az életét vesztette.
Lena: Griff barátnője, akivel a Tarison ismerkedtek össze, ám mikor megismerték egymás természetét, különváltak. Mission mindenért Lenát okolta, amiért a bátyja ilyen életmódot választott magának.

## Helyszínek

### Manaan
Manaan : Egy óceánvilág, urbanizált úszó városkákkal, fővárosa és központi kikötője Atho City. A bolygó őshonos lényei a harcsa-szerű selkathok, akik igyekeztek megvédeni a bolygó egyetlen értékes forrását, a gyógyszer-alapanyag koltót, valamint semlegességüket.

### Korriban
Korriban: Egy sith bolygó, fővárosa és űrkikötője Dreshdae. Itt található a hírhedt Sith akadémia, amelyet Uthar Wyyn mester és jobbkeze, Yuthura Ban vezet. A bolygón ásatásokat végeznek, az ősi Sith nagyurak kriptáit felnyitva.

### Taris
Taris: Egy Külső Peremi bolygó, amelyet „Peremvidéki Coruscant”-nak becéznek. Egy hatalmas metropolis bolygó, Darth Revan korában a legfényűzőbb egyike volt. A bolygó három részre oszlott: Felső- Közép- és Alsóváros, a nevekből ítélve a felsőváros a hivalkodó jómódúaké, a középváros a különböző bandáké az alsóváros pedig a kitaszított, nincstelen koldusoké, akiket a kanálisban élő rakghoul szörnyetegek tartanak rettegésben. A bolygóvárost a sith Darth Malak négyezer évvel ezelőtt felperzselte, hogy elpusztíthassa Bastila Shant.

### Tatuin
Tatuin: Egy peremvidéki kis bolygó, szegény vízkészlettel és zord körülményekkel. A sivatagbolygónak csupán néhány nevezetessége van, mint például a hatalmas krayt sárkánygyíkok. A bolygó őshonos fajai a taszkenek és a guberáló dzsavák.

### Kashyyyk
Kashyyyk: A híres vukik bölcsője, hatalmas fákkal tűzdelt bolygó. A fákra települt falvakat a falu klánvezérei irányítják, a bolygó legalsó szintje – amely tele van rettegett fenevadakkal – Árnyföld.

### Dantooine
Dantooine: Mezőföldekkel, tavakkal és dombokkal borított bolygó, ahol korábban a Jedi Rend tanácsa székelt. Itt kapta meg Darth Revan a jedi kiképzését, miután kiszabadította Bastilát a Tarisi bandáktól.

### Ismeretlen Világ
Ismeretlen Világ: A Galaxisban senki sem tud róla, feljegyzések sincsenek a bolygóról. Őshonos faja az ősi rakata, egy eltűnt faj, amely évezredekkel ezelőtt az állítások szerint a Galaxis ura volt. A bolygó trópusi környezetű.

### Yavin
Yavini űrállomás: Egy hatalmas korvett, amelynek fedélzetén a rodiai Suvam Tam kereskedik fegyverekkel és páncélokkal, több mint ötven éve.

## Díjak

### A 2003-as év játéka
- Angol: Game Developers Choice Awards, BAFTA Games Awards, IGN, Gamespot, Computer Gaming World, PC Gamer, GMR Magazine, The Game Developers Choice Awards, Xbox Magazine, and G4.[1]

- Magyar: PC Guru